# Ephedra transitoria
Ephedra transitoria är en kärlväxtart som beskrevs av Harald Harold Udo von Riedl. Ephedra transitoria ingår i släktet efedraväxter, och familjen Ephedraceae. Inga underarter finns listade i Catalogue of Life.